# Hentzia elegans
Hentzia elegans là một loài nhện trong họ Salticidae.
Loài này thuộc chi Hentzia. Hentzia elegans được Eugen von Keyserling miêu tả năm 1885.